# Patrice Dunoyer
 (janvier 2019).
- Si vous ne connaissez pas le sujet, laissez ce bandeau (vous pouvez alors contacter les auteurs).
- Si vous supprimez le contenu mis en cause (vous pouvez préalablement contacter les auteurs),

argumentez précisément cette suppression dans la page de discussion
(un manque de référence n'est pas un argument ; une recherche réelle de référence doit avoir été effectuée, être formellement documentée).
Pour les articles homonymes, voir Dunoyer.
Patrice Dunoyer est un biologiste français; chercheur  au CNRS, spécialiste dans la génétique des plantes, dont le laboratoire a été dissout au printemps 2017. Il est actuellement détaché en Nouvelle Calédonie où il occupe un poste administratif. À ce jour, cinq articles dont il est co-signataire, incluant quatre dont il est premier auteur, ont été retirés de la littérature scientifique. 

## Biographie
Originaire de Nouméa en Nouvelle-Calédonie, Patrice Dunoyer s'installe en métropole pour suivre des études de biologie. Il soutient sa thèse à Strasbourg en 2001. Le 30 juin 2011, il reçoit la médaille de bronze du CNRS pour ses travaux sur l'Interférence par ARN. 
À partir de 2015, certains de ses articles sont mis en cause  sur PubPeer, un site permettant le signalement anonyme d’irrégularités dans les articles scientifiques. En juin 2015,  le texte de rétraction d'un article très critiqué du journal Plant Cell dont il est premier auteur, relève une série de manipulations d'images affectant la quasi-totalité des figures de ce dernier. L'article introduit la responsabilité individuelle de Patrice Dunoyer dans ces irréguralitées.  Le même mois, le conseil disciplinaire du CNRS le sanctionne d'un an d'exclusion sans salaire dont onze mois avec sursis sous réserve de non-récidive, à la suite des conclusions d'une commission enquête mandatée par le CNRS. Le journal Le Monde dira rétrospectivement, dans un éditorial de 2018, qu'elle fut bâclée en soulignant que « les responsabilités individuelles n’ont pas été suffisamment recherchées ». 
En été 2015, sa responsabilité est constatée dans des manipulations d'images de deux articles scientifiques supplémentaires publiés par EMBO Journal, dont il est respectivement premier et dernier auteur, conduisant à la rétraction du premier et à la correction du second en août et octobre 2015,. Le 28 septembre 2015, à l'occasion de l'inauguration d'une extension de son institut de recherche, Patrice Dunoyer est cependant reconduit chef de groupe par Catherine Jessus, alors directrice de l'Institut National des Sciences Biologiques du CNRS.  
En janvier 2016, Patrice Dunoyer émet des rectifications concernant des articles publiés dans le journal Science,. En juillet de la même année, de nouvelles allégations de fraudes sur ces deux articles pourtant apparemment corrigés par ce dernier sont publiées sur le site PubPeer, poussant Olivier Voinnet, leur dernier auteur, à solliciter une nouvelle investigation beaucoup plus poussées des travaux de son ancien collègue. Cela conduit le CNRS à mener une nouvelle enquête, cette fois conjointement avec l’École polytechnique fédérale de Zurich (ETH), institution de détachement d'Olivier Voinnet.       
En 2018, à la suite des conclusions de l'enquête menée conjointement pas le CNRS et l'ETH, Patrice Dunoyer  est l'objet de nouvelles sanctions disciplinaires par le CNRS pour cause de « méconduites scientifiques » concernant les articles investigués qu'il avait co-signés avec Olivier Voinnet. Il s'agit, d'une part, d'un abaissement d'échelon concernant sa « responsabilité avérée » d'avoir envoyé « aux revues scientifiques plusieurs correctifs incomplets dans lesquels n'étaient pas corrigées des images précédemment manipulées et qui contenaient au moins une nouvelle manipulation d'image » et, d'autre part, d'une suspension immédiate de onze mois sans salaire en application  des provisions de sa première sanction de 2015, tel que rapporté dans un article du journal Nature publié en octobre 2018 dont le titre, reflétant les conclusions d'une enquête de Declan Butler, dédouane Olivier Voinnet  au terme de la re-investigation.    
En juin 2018, Patrice Dunoyer  est recruté comme chargé de mission et nommé représentant de la province Sud en Nouvelle-Calédonie au comité de pilotage scientifique et stratégique de l’Institut de recherche pour le développement. Patrice Dunoyer est le frère de Philippe Dunoyer, député de la première circonscription  de Calédonie ensemble. Philippe Dunoyer explique que son frère « n’a pas été sanctionné pour faute grave, ni a fortiori pour fraude » et que « la mauvaise conduite scientifique qui lui est reprochée concerne quelques illustrations d’articles dont la démonstration scientifique demeure par ailleurs incontestée ». 